# Leptochiton hiriensis
Leptochiton hiriensis är en blötdjursart som beskrevs av Samuel Heinrich Schwabe och Lozouet 2006. Leptochiton hiriensis ingår i släktet Leptochiton och familjen Leptochitonidae. Inga underarter finns listade i Catalogue of Life.